# Periodische Lähmung
Periodische Lähmungen oder paroxysmale Lähmungen sind wiederkehrend auftretende Muskellähmungen, die typischerweise mit Abweichungen des Blutkaliumspiegels in Verbindung stehen. Sie gehören zu den sogenannten Kanalkrankheiten. Darunter werden Muskelkrankheiten subsumiert, welchen die Mutation von Genen gemein ist, die für bestimmte kanalartige Membranproteine an und in den Muskelzellen codieren. Diese Proteine sind für die Durchschleusung von Ionen durch die Zellkompartimente verantwortlich und beeinflussen somit die elektrische Erregbarkeit der Muskulatur.

## Allgemeines
Die schlaffen Lähmungen treten innerhalb von Minuten bis Stunden auf, betreffen hauptsächlich die rumpfnahen Extremitäten, und können unter Umständen mehrere Tage anhalten. Im Intervall, sprich in der Zeitspanne zwischen zwei Lähmungsanfällen, bleiben die Betroffenen weitgehend beschwerdefrei. Auch sonst finden sich kaum Indizien, die auf das Vorhandensein dieser Störung hinweisen würden. Man unterscheidet zwischen
- hypokaliämischer Lähmung
- hyperkaliämischer Lähmung (Adynamia episodica hereditaria, Gamstorp-Syndrom)

Interessanterweise handelt es sich bei den krankhaften Genprodukten nicht um Kaliumkanäle. Die konkrete Rolle des Kaliums bei der Pathogenese (Krankheitsentstehung) scheint komplex und ist nach wie vor ungeklärt. Weitere Kanalkrankheiten mit ähnlichen Symptomen sind die Paramyotonia congenita (Eulenburg), das Andersen-Syndrom und die kongenitalen Myotonien (Becker und Thomson).
Auch wenn die Patienten im Intervall symptomfrei erscheinen, entwickelt sich doch eine chronisch fortschreitende Muskelerkrankung (chronisch progrediente Myopathie). Symptomatisch wird diese aber erst nach vielen Jahren Krankheitsdauer. Die Gewichtung der damit verbundenen Muskelschwäche liegt in den proximalen Anteilen der Extremitätenmuskulatur. Die Schwäche geht vornehmlich von Schulter- und Beckengürtel aus. Langfristig kann sich daraus in schweren Fällen auch eine Gehunfähigkeit entwickeln. Es ist keine Korrelation zwischen Schwere oder Häufigkeit der plötzlichen (paroxysmalen) Lähmungen und der Schwere der chronischen Myopathie herstellbar.
| Lähmung           | Hypokaliämisch                               | Hyperkaliämisch                                            |
| ----------------- | -------------------------------------------- | ---------------------------------------------------------- |
| Erstmanifestation | 1 und 2 Lebensdekade nachts oder frühmorgens | 2 Lebensdekade tagsüber nach Aktivität oder Nahrungskarenz |
| Symptome          | Gangstörung, aufsteigende Lähmung            | Gangstörung, Lähmung der Gesichts- und Schlundmuskulatur   |
| Dauer             | Stunden bis Tage                             | Minuten bis Stunden                                        |
| Serumkalium       | < 2 mmol/l                                   | > 6 mmol/l                                                 |
| Therapie          | Kaliumchlorid                                | Calciumgluconat                                            |

## Periodische hypokaliämische Lähmung

### Epidemiologie und Genetik
Die genaue Prävalenz der hypokaliämischen Lähmung ist unbekannt, wird aber auf ungefähr 1:100 000 Einwohner geschätzt. Die Krankheit wird autosomal-dominant vererbt, wobei die Penetranz bei Männern bei über 90 % liegt.
Etwa 40–60 % der Fälle sind mit Mutationen im muskulären Calcium-Ionenkanal-Gen CACNA1S und 7–14 % mit Mutationen im muskulären Natrium-Ionenkanal-Gen SCN4A assoziiert. In rund 30 % der Fälle konnte bisher keine pathogene Genmutation gefunden werden.

### Pathogenese
Auf noch nicht näher geklärte Weise kommt es während des Anfalls zu einer Einlagerung von Natrium und Wasser in die Zellen. Parallel dazu findet sich ein extrazellulärer Kaliummangel. Durch die erhöhte Leitfähigkeit von Natrium über die Muskelzellmembranen kommt es zu einer Störung des Membranpotenzials bzw. zur Störung der Muskelerregung und einer darauffolgenden (konsekutiven) Lähmung der Muskulatur.

### Symptomatik
Meist bereits vor dem 20. Lebensjahr, oft schon in der Kindheit setzen die ersten Symptome ein. Typischerweise ereignen sich die Lähmungsanfälle zuerst in Abständen von mehreren Monaten. Im Laufe der Jahre nehmen die Frequenz und die Schwere der Anfälle kontinuierlich zu. Nach Erreichen eines Häufigkeitsgipfels, etwa zur Lebensmitte, nimmt die Frequenz der Anfälle wieder stetig ab, um etwa um das 50. Lebensjahr gänzlich auszuklingen.
Die Lähmungen treten typischerweise nachts oder in den frühen Morgenstunden auf. Seelische Erregung, Kälteexposition, kohlenhydratreiche Mahlzeiten sowie vorausgegangene starke körperliche Belastungen provozieren diese Anfälle aber ebenfalls. So können die Anfälle auch unverhofft tagsüber auftreten. Das kann zu sehr prägnanten Krankheitserscheinungen führen. Beispielsweise kann sich bei einem Wanderer, der sich nach völlig problemloser körperlicher Betätigung kurz zu einer Verschnaufpause niederlässt, eine plötzliche Gehunfähigkeit entwickeln.
Die Lähmung setzen Schritt für Schritt ein. Manchmal können der Lähmung andersartige Beschwerden vorausgehen. Vorausgehende Symptome (Prodromalerscheinungen) sind Völlegefühl, Parästhesien, Schweißausbrüche oder ein allgemeines Schwächegefühl.
Danach entwickelt sich zunehmend eine symmetrisch ausgeprägte Muskelschwäche. Sie setzt rumpfnahe an Schulter- und Beckengürtel ein, und schreitet binnen weniger Stunden Richtung Rumpf und Hals fort. Der Schweregrad der Muskelschwäche kann verschieden sein. Es kann von leichten Paresen bis hin zur Tetraplegie reichen. Die Muskulatur, die von den Hirnnerven versorgt wird, ist in der Regel nicht beteiligt. Auch die Atemmuskulatur ist normalerweise nicht befallen. Ist sie es dennoch, ist dies ein sehr gefährlicher Umstand, ebenso wie die während eines Anfalls verstärkt auftretenden Herzrhythmusstörungen. Die Lähmungserscheinungen können Stunden, eventuell sogar mehrere Tage anhalten. Die Vigilanz (Bewusstsein) der Betroffenen bleibt währenddessen völlig ungestört.

### Diagnose
- Status: Während des Anfalls sind die Muskeleigenreflexe abgeschwächt oder erloschen. Der Muskeltonus ist stark herabgesetzt. Die Störung betrifft hauptsächlich die Motorik der Arme und Beine (Parese bis Paralyse). Selten betrifft die Atonie die Muskulatur innerer Organe (Darm- oder Blasenatonie). Die Sensibilität scheint gewahrt zu sein.
- EMG: Diagnostische Anwendung findet das Elektromyogramm (EMG). Die Einzelpotentiale sind niedrig und kurz. Ferner kommt es zu einer Lichtung des Aktivitätsmusters.
- Labor: Im Anfall zeigen sich Serumkaliumwerte von < 3,5 mmol/l, in Extremfällen sogar < 1,5 mmol/l. Die Intervallwerte liegen hingegen weitgehend im niedrigen Normalbereich. Man findet ferner eine Verminderung des Serumkreatinins sowie einen Anstieg der Natrium- und Milchsäurespiegel in Blut.
- EKG: als eine weitere Möglichkeit kann eine Hypokaliämie mittels Elektrokardiogramm diagnostiziert werden (verlängerte QT-Zeit, ST-Steckensenkung, U-Wellen).
- In der Muskelbiopsie lassen sich bei der hypokaliämischen periodischen Lähmung während des Anfalls zentrale Vakuolen in den Muskelfasern nachweisen, die erweiterten Transversal-Tubuli entsprechen. Diese Vakuolen enthalten Glykogen und färben sich in der PAS-Färbung kräftig an.

Anfälle lassen sich durch die Beeinflussung des Glykogenhaushalts (Verabreichung von Kohlenhydraten, Insulin, ACTH) provozieren. Diese Provokationstests sind, vor allem wegen der damit verbundenen Komplikationen nicht ratsam. Die Kombination aus den oben angeführten Befunden sowie das Ansprechen auf die richtige Therapie sichern die Diagnose ohnehin weitgehend.

### Differentialdiagnose
Wesentlich häufiger sind Hypokaliämien Ausdruck eines internistischen Grundleidens. Auch sekundäre (auf einer Grundkrankheit basierende) Senkungen des Kaliumspiegels können sehr ähnliche Muskelschwächen bedingen und unter Umständen zu Verwechslungen führen. Der intermittierende Charakter der Lähmungen ist jedoch nicht in dieser Form gegeben. Diese symptomatischen Hypokaliämien werden anamnestisch und laborchemisch ausgeschlossen.
Störungen die zu erniedrigten Kaliumspiegeln führen sind beispielsweise chronisches Erbrechen (Emesis), chronische Durchfälle (Diarrhö), Leberzirrhose, Niereninsuffizienz, Nebennierenrindeninsuffizienz, oder der Hyperaldosteronismus. Auch nach exzessivem Konsum zucker- und koffeinhaltiger Getränke wie Cola wurden extrem niedrige Kaliumspiegel und Muskellähmungen beschrieben.
Wichtig ist vor allem die Abgrenzung zur Thyreotoxikose. Meist findet man hierbei eine auffällige Erhöhung der Körpertemperatur und eine Tachykardie. Eine Überprüfung der Schilddrüsenhormone ist unbedingt nötig.
Auch eine Therapie mit Diuretika kann dieses klinische Bild hervorrufen. Ein Kaliummangelsyndrom kann auch im Rahmen der Anorexia nervosa auftreten. Abzugrenzen ist ferner die psychogene Lähmung und die Myasthenia gravis.

### Therapie
- Anfall: Zur Unterbrechung (Kupierung) des Anfalls eignet sich die Verabreichung (Applikation) hoher Dosen von Kaliumchlorid. Eine orale Verabreichung ist der intravenösen möglichst vorzuziehen. Letzteres birgt immer die Gefahr schwerer Beeinträchtigung des Herzens. Sollte es dennoch unerlässlich sein, Kalium parenteral zu verabreichen (Notfall, Dysphagie, …), muss eine parallele Infusion von Glucose oder NaCl vermieden werden, da beide Substanzen den Kaliumspiegel zusätzlich senken würden. Das EKG sollte während der Behandlung kontinuierlich überprüft werden. Meist bilden sich die Symptome nach der Behandlung innerhalb einer Stunde zurück.
- Intervall: Im Vordergrund steht der Versuch, Attacken weitgehend zu vermeiden. Damit soll auch die auf Dauer entstehende Muskelschwäche verhindert werden. Wichtig ist die Aufklärung der Patienten. Der Betroffene soll den Konsum kohlenhydratreicher Kost und Kochsalz einschränken. Besonders abends sollten kohlenhydratreiche Nahrungsmittel möglichst vermieden werden. Von körperlicher Betätigung ist sicherlich nicht abzuraten, jedoch sollte auf allzu starke Muskelbelastung verzichtet werden. Zur Anfallsprophylaxe ist eine Kaliumverabreichung nicht tauglich. Prophylaktisch kann Azetazolamid verabreicht werden. Dies führt zu einer Senkung der Anfallsfrequenz. Paradoxerweise sinkt durch diese Maßnahme der Kaliumspiegel. Die Therapie ist somit nicht ganz risikolos. Der Grund, warum Azetazolamid einen schützenden Effekt hat, ist nicht ganz klar. Man nimmt an, dass der schützende Effekt durch die Senkung des Blut-pH-Spiegels bedingt ist. Dieser Effekt scheint schwerer zu wiegen, als die Senkung des Blutkaliumspiegels. Andere medikamentöse Verfahren sind die Verabreichung von Triamteren, Spironolakton oder Lithium. Eine medikamentöse Intervalltherapie sollte nur von ausgewiesenen Experten verordnet werden.

## Periodische hyperkaliämische Lähmung

### Epidemiologie und Genetik
Der Ausdruck „hyperkaliämische Lähmung“ ist sicherlich nicht ganz glücklich gewählt. Oftmals haben die Betroffenen nämlich während eines Lähmungsanfalles gar keinen über der Norm liegenden Blutkaliumspiegel. Beobachtbar ist jedoch, dass eine Kaliumaufnahme, und der darauffolgende, manchmal nur geringe Anstieg des Blutkaliumspiegels, besagte Lähmungen herbeiführt. Der Kaliumspiegel muss während eines Lähmungsanfalls somit nicht unbedingt überhöht sein.
Die Erstmanifestation findet etwa um das 10. Lebensjahr statt. Es handelt sich hierbei ebenfalls um eine autosomal-dominant vererbte Erkrankung. Eine Geschlechtspräferenz ist nicht gegeben. Männer und Frauen scheinen gleich häufig betroffen zu sein. Das defekte Gen SCN4a liegt auf Chromosom 17 und codiert für einen Natriumkanal.

### Pathogenese
Der Krankheit liegt ein Defekt eines Natriumkanals in der Membran von Muskelzellen zugrunde. Ein zu hoher Kaliumspiegel, scheint über noch nicht genau geklärte Mechanismen eine Elektrolytverschiebung an der Membran der Muskelzellen herbeizuführen. Es kommt zu einem Ausstrom von Kalium aus den Muskelzellen, und über den defekten Natriumkanal zu einem verstärkten Einstrom von Natrium in die Muskulatur. Die Konsequenz ist eine Störung des Membranpotenzials in Form einer Depolarisation. Damit verbunden ist eine verringerte Erregbarkeit der Muskeln, und folglich Lähmungserscheinungen.

### Symptomatik
Die Aufnahme großer Mengen an Kalium, der Ruhezustand nach starker körperlicher Belastungen, Diäten und Kälteexposition können diese Lähmungszustände hervorrufen. Eine moderate körperliche Betätigung scheint hingegen eine schützenden (protektiven) Effekt zu haben.
Die Lähmungsanfälle sind weniger schwer und kürzer, dafür häufiger als bei der hypokaliämischen Lähmung. Sie dauern gewöhnlich einige Minuten bis Stunden. Mitunter treten sie täglich auf. Interessanterweise klagen viele Betroffene dabei über ein starkes Durstgefühl. Typischerweise betrifft die Parese die Beine, mit Ausbreitungstendenz Richtung Rumpf. Mimische Muskulatur und Pharynxmuskulatur können ebenfalls betroffen sein. Eine Beteiligung der Atemmuskulatur ist selten. Die Lähmungen treten gewöhnlich tagsüber auf. Eine Häufung um bestimmte Uhrzeiten ist jedoch nicht auszumachen. Manchmal kann ein Anfall verzögert oder sogar verhindert werden, wenn nach dem ersten Auftreten der Symptome eine Nahrungsaufnahme erfolgt.

### Diagnose
- EKG: Auffällig ist das Elektrokardiogramm (EKG). Man findet die für die Hyperkaliämie typisch zeltförmig geformten T-Zacken, einen verbreiterten QRS-Komplex, eine abgeflachte P-Welle und eine Verlängerung der PQ-Zeit.

- Status: Die Muskeleigenreflexe sind im Anfall erloschen.
- EMG: Auch das Elektromyogramm (EMG) zeigt Auffälligkeiten. Potentiale sind reduziert, und Amplituden erniedrigt.
- Labor: Erhöhtes Serumkalium.

Die EKG-Veränderungen sichern gemeinsam mit einem erhöhten Serumkaliumspiegel und den akut aufgetretenen schlaffen Lähmungserscheinungen die Diagnose.
Durch Kälte kann eine myotone Reaktion ausgelöst werden. Dies äußert sich z. B. durch ein gestörtes Artikulationsvermögen nach dem Genuss kalter Speisen, oder in einer feinmotorischen Ungeschicklichkeit der Hände nach dem Baden in kaltem Wasser.
Provokationstests, wie die Applikation von Kalium, sind zur Diagnostizierung der Krankheit nicht nötig, ja gar gefährlich.

### Differentialdiagnose
Psychogene Lähmung: Verwechslungen rühren daher, dass die psychogene Lähmung ein ähnliches Beschwerdebild und gelegentlich eine ähnliche Anamnese (Auftreten nach körperlicher Belastung) aufweist. Das für die hyperkaliämische Lähmung typische Fehlen der Muskeleigenreflexe ist vom Patienten jedoch nicht imitierbar, weswegen eine sorgfältige neurologische Statuierung oder der Einsatz eines Elektromyogaramms (EMG) vor dieser Verwechslung schützen sollte.
Narkolepsie: Starke exogene Reize können einen narkoleptischen Wachanfall unterbrechen. Der Verlust des Muskeltonus tritt gegenüber der hyperkaliämischen Lähmung viel plötzlicher auf. Auch ist die Atemmuskulatur nicht beteiligt. Der Verlust der Muskelspannung bei Narkolepsie ist gewöhnlich nur von kurzer Dauer.

### Therapie
- Anfall: Während einer Attacke bedarf es einer intravenösen Infusion mit Calciumgluconat (1–2 g). Alternativ kann die Hyperkaliämie auch mit der parallelen Infusion von Glucose und Insulin beseitigt werden. Diese Methode wird zur Behandlung von Hyperkaliämien verschiedenster Ursache angewandt.
- Intervall: Der Verzehr kaliumreicher Nahrungsmittel (Bananen) sollte beschränkt werden. Es empfiehlt sich eine kohlenhydratreiche Diät und eine ausreichend hohe Kochsalzzufuhr. Prophylaktisch kann eine Verabreichung des Carboanhydasehemmers Azetazolamid versucht werden. Auch Hydrochlorothiazid kann die Schwere und Frequenz der Anfälle reduzieren. Eine medikamentöse Intervalltherapie sollte, wenn überhaupt nur durch einen fachkundigen Neurologen verordnet werden.